# Championnat du monde masculin de handball 1978
Navigation
Allemagne de l'Est 1974 Allemagne de l'Ouest 1982
Le championnat du monde de handball masculin  a eu lieu du 26 janvier au 5 février 1978 au Danemark. C'est la neuvième édition de cette épreuve.
La compétition est remportée pour la deuxième fois (après 1938) par l'Allemagne de l'Ouest, victorieuse en finale de l'Union soviétique, championne olympique en titre. L'Allemagne de l'Est complète le podium tandis que la Roumanie, double tenant du titre, ne termine qu'à la septième place.

## Qualifications
| Moyen de qualification                | Nombre | Équipes qualifiée(s)                                                              |
| ------------------------------------- | ------ | --------------------------------------------------------------------------------- |
| Organisateur                          | 1      | Danemark                                                                          |
| Jeux olympiques 1976                  | 6      | Union soviétique, Roumanie, Pologne, Allemagne de l'Ouest, Yougoslavie et Hongrie |
| Championnat du monde B 1977           | 6      | Suède, Allemagne de l'Est, Tchécoslovaquie, Islande, Espagne et Bulgarie          |
| Tournoi de qualification asiatique    | 1      | Japon                                                                             |
| Tournoi de qualification panaméricain | 1      | Canada                                                                            |
| Tournoi de qualification africain     | 1      | Tunisie, remplacée par la France                                                  |

## Modalités
Les seize équipes qualifiées sont réparties en quatre groupes de quatre équipes :
- les deux premiers de chaque groupe sont qualifiés pour le tour principal : les Groupes A et B se rencontrent dans le Groupe I et les Groupes C et D se rencontrent dans le Groupe II. Les résultats entre les deux équipes issues d'un même groupe sont conservés ;
- les troisièmes de chaque groupe participent à un groupe de classement pour les 9e à 12e places ;
- les quatrièmes de chaque groupe sont éliminés.

À l'issue du tour principal, les deux groupes s'affrontent face à face : le premier du Groupe I face au premier du Groupe II en finale, le deuxième du Groupe I face au deuxième du Groupe II dans le match pour la troisième place, etc.

## Tour préliminaire
- Qualifié pour le tour principal.
- Qualifié pour le #Groupe de classement pour les 9e à 12e places
- Éliminé.

### Groupe A
|   | Équipe               | Pts | J | G | N | P | Bp | Bc | Diff |
| - | -------------------- | --- | - | - | - | - | -- | -- | ---- |
| 1 | Allemagne de l'Ouest | 6   | 3 | 3 | 0 | 0 | 54 | 36 | 18   |
| 2 | Yougoslavie          | 4   | 3 | 2 | 0 | 1 | 54 | 45 | 9    |
| 3 | Tchécoslovaquie      | 2   | 3 | 1 | 0 | 2 | 58 | 43 | 15   |
| 4 | Canada               | 0   | 3 | 0 | 0 | 3 | 31 | 73 | -42  |

| Yougoslavie : Canada 24-11 Allemagne de l'Ouest : Tchécoslovaquie 16-13 Allemagne de l'Ouest : Canada 20-10 Yougoslavie : Tchécoslovaquie 17-16 Allemagne de l'Ouest : Yougoslavie 18-13 Tchécoslovaquie : Canada 29-10 |

### Groupe B
|   | Équipe             | Pts | J | G | N | P | Bp | Bc | Diff |
| - | ------------------ | --- | - | - | - | - | -- | -- | ---- |
| 1 | Roumanie           | 4   | 3 | 2 | 0 | 1 | 74 | 56 | 18   |
| 2 | Allemagne de l'Est | 4   | 3 | 2 | 0 | 1 | 56 | 43 | 13   |
| 3 | Hongrie            | 4   | 3 | 2 | 0 | 1 | 66 | 54 | 12   |
| 4 | France             | 0   | 3 | 0 | 0 | 3 | 54 | 97 | -43  |

| Hongrie - France 33-22 Roumanie - Allemagne de l'Est 16-18 Roumanie - France 36-17 Hongrie - Allemagne de l'Est 12-10 Roumanie - Hongrie 22-21 Allemagne de l'Est - France 28-15 |

Les résultats de l'équipe de France sont :
- Le 26 janvier 1978 à Herning, Hongrie bat France 33-22 (17-9)
  -  France : Bernard Rignac (4), Gérard Roussel (3 dont 1 pen.), Denis Giraud (3), Jean-Michel Geoffroy (2), Alain Nicaise (3), Jacques Grandjean (2), Jean-Pierre Rey (2), Gérard Grave (2 dont 1 pen.), Dominique Visioli (1). Gardiens : Francis Varinot - Guy Channen.
  -  Hongrie : Péter Kovács (11 dont 4 pen.), Zsolt Kontra (8), Pál Kocsis (4), Ernő Gubányi (0), László Szabó (1), Mihály Süvöltős (2), István Szilágyi (2), József Kenyeres (2), László Jánovszki (1), Zoltán Várkonyi (2). Gardien : Béla Bartalos.
  - Arbitrage : Andris Vitols et Jānis Ķuzulis (URSS).
- Le 28 janvier 1978 à Åbenrå à 15h30, Roumanie bat France 36-17 (18-9) :
  -  France : Jean-Michel Geoffroy (5 dont 1 pen.), Jean-Pierre Rey (4), Denis Giraud (2), Gérard Grave (2 dont 1 pen.), Jacques Bernardin (3), Jean-Paul Martinet (1). Gardiens : Francis Varinot - Guy Channen.
  -  Roumanie : Mihai Mironiuc (2), Vasile Stîngă (7), Maricel Voinea (1), Cezar Drăgăniță (1), Cornel Durău (3), Ștefan Birtalan (10), Alexandru Fölker (8), Ștefan Deacu (1), Mircea Grabovschi (3). Gardiens : Cornel Penu - Nicolae Munteanu.
  - Arbitrage : Wladisław Arciszewski et Zdzisław Jeziorny (Pologne)
- Le 29 janvier 1978 à Ribe, Allemagne de l'Est bat France 28-15 (14-5) :
  -  France : Jean-Michel Geoffroy (7), Daniel Donnet (3), Gérard Roussel (2), Dominique Visioli (1), Jacques Grandjean (1), Jean-Pierre Rey (1). Gardiens : Francis Varinot - Guy Channen.
  -  Allemagne de l'Est : Wolfgang Böhme (10 dont 8 pen.), Günter Dreibrodt (5), Wieland Schmidt (3), Hartmut Krüger (3), Ernst Gerlach (2), Klaus Gruner (5).
  - Arbitres : Wladisław Arciszewski et Zdzisław Jeziorny (Pologne).

### Groupe C
|   | Équipe           | Pts | J | G | N | P | Bp | Bc | Diff |
| - | ---------------- | --- | - | - | - | - | -- | -- | ---- |
| 1 | Union soviétique | 5   | 3 | 2 | 1 | 0 | 62 | 46 | 16   |
| 2 | Danemark         | 5   | 3 | 2 | 1 | 0 | 56 | 45 | 11   |
| 3 | Espagne          | 2   | 3 | 1 | 0 | 2 | 52 | 65 | -13  |
| 4 | Islande          | 0   | 3 | 0 | 0 | 3 | 54 | 68 | -14  |

| Danemark- Espagne 19-15 URSS - Islande 22-18 URSS - Espagne 24-12 Danemark- Islande 21-14 URSS - Danemark 16-16 Islande - Espagne 22-25 |

### Groupe D
|   | Équipe   | Pts | J | G | N | P | Bp | Bc | Diff |
| - | -------- | --- | - | - | - | - | -- | -- | ---- |
| 1 | Pologne  | 6   | 3 | 3 | 0 | 0 | 76 | 60 | 16   |
| 2 | Suède    | 4   | 3 | 2 | 0 | 1 | 72 | 58 | 14   |
| 3 | Japon    | 2   | 3 | 1 | 0 | 2 | 64 | 70 | -6   |
| 4 | Bulgarie | 0   | 3 | 0 | 0 | 3 | 58 | 82 | -24  |

| Suède - Bulgarie 31-16 Pologne - Japon 26-21 Pologne - Bulgarie 28-22 Suède - Japon 24-20 Pologne - Suède 22-17 Japon - Bulgarie 23-20 |

## Tour principal

### Groupe I
|   | Équipe               | Pts | J | G | N | P | Bp | Bc | Diff |
| - | -------------------- | --- | - | - | - | - | -- | -- | ---- |
| 1 | Allemagne de l'Ouest | 4   | 3 | 1 | 2 | 0 | 49 | 44 | 5    |
| 2 | Allemagne de l'Est   | 4   | 3 | 1 | 2 | 0 | 48 | 46 | 2    |
| 3 | Yougoslavie          | 3   | 3 | 1 | 1 | 1 | 46 | 50 | -4   |
| 4 | Roumanie             | 1   | 3 | 0 | 1 | 2 | 49 | 52 | -3   |

| Rappels du tour préliminaire Allemagne de l'Ouest : Yougoslavie 18-13 Roumanie - Allemagne de l'Est 16-18 Résultats Allemagne de l'Ouest - Allemagne de l'Est 14-14 Yougoslavie - Roumanie 17-16 Allemagne de l'Ouest - Roumanie 17-17 Yougoslavie - Allemagne de l'Est 16-16 |

### Groupe II
|   | Équipe           | Pts | J | G | N | P | Bp | Bc | Diff |
| - | ---------------- | --- | - | - | - | - | -- | -- | ---- |
| 1 | Union soviétique | 5   | 3 | 2 | 1 | 0 | 58 | 50 | 8    |
| 2 | Danemark         | 5   | 3 | 2 | 1 | 0 | 59 | 53 | 6    |
| 3 | Pologne          | 2   | 3 | 1 | 0 | 2 | 61 | 60 | 1    |
| 4 | Suède            | 0   | 3 | 0 | 0 | 3 | 49 | 64 | -15  |

| Rappels du tour préliminaire URSS - Danemark 16-16 Pologne - Suède 22-17 Résultats URSS : Suède 24-18 Danemark : Pologne 25-23 URSS : Pologne 18-16 Danemark : Suède 18-14 |

### Groupe de classement pour les9eà12eplaces
|    | Équipe          | Pts | J | G | N | P | Bp | Bc | Diff |
| -- | --------------- | --- | - | - | - | - | -- | -- | ---- |
| 9  | Hongrie         | 5   | 3 | 2 | 1 | 0 | 69 | 59 | 10   |
| 10 | Espagne         | 4   | 3 | 2 | 0 | 1 | 65 | 59 | 6    |
| 11 | Tchécoslovaquie | 2   | 3 | 0 | 2 | 1 | 64 | 67 | -3   |
| 12 | Japon           | 1   | 3 | 0 | 1 | 2 | 66 | 79 | -13  |

| Tchécoslovaquie - Hongrie 18-18 Espagne - Japon 26-15 Espagne - Tchécoslovaquie 24-21 Hongrie - Japon 28-26 Tchécoslovaquie - Japon 25-25 Hongrie - Espagne 23-15 |

## Phase finale

### Finale
En finale, devant les 7000 ou 7 200 spectateurs de la Brøndby Hallen, l'Allemagne de l'Ouest s'impose face à l'URSS, :
| 5 février 1978 15h30 | Allemagne de l'Ouest | 20 – 19 | Union soviétique | Brøndby Hallen Affluence : 7 200 Arbitrage : Svensson/Christensen |
| 5 février 1978 15h30 | Joachim Deckarm 6    | (11-11) | Valeri Gassi 5   | Brøndby Hallen Affluence : 7 200 Arbitrage : Svensson/Christensen |
| 5 février 1978 15h30 | ×1                   |         | ×4               | Brøndby Hallen Affluence : 7 200 Arbitrage : Svensson/Christensen |

| Joueur               | Buts          | Sanctions  |
| -------------------- | ------------- | ---------- |
| Joachim Deckarm      | 6 (dont 1 p.) |            |
| Horst Spengler       | 4             |            |
| Arno Ehret           | 3             | Suspension |
| Dieter Waltke        | 3             |            |
| Kurt Klühspies       | 2 (dont 1 p.) |            |
| Erhard Wunderlich    | 1             |            |
| Heiner Brand         | 1             |            |
| Arnulf Meffle        | -             |            |
| Rosendahl            | -             |            |
| Manfred Hofmann (GB) | -             |            |
| Rainer Niemeyer (GB) | -             |            |
| Total                | 20            |            |

| Joueur                  | Buts          | Sanctions  |
| ----------------------- | ------------- | ---------- |
| Valeri Gassi            | 5 (dont 5 p.) |            |
| Vassili Iline           | 4             |            |
| Evgueni Tchernichov     | 4             | Suspension |
| Alexeï Zhouk            | 3 (dont 3 p.) |            |
| Vladimir Maksimov       | 2             | Suspension |
| Iouri Kidyaev           | 1             | Suspension |
| Sergueï Kouchniriouk    | -             | Suspension |
| Alexandre Anpilogov     | -             |            |
| Vladimir Kravtsov       | -             |            |
| Oleksandr Rezanov       | -             |            |
| Mikhaïl Ichtchenko (GB) | -             |            |
| Mykola Tomine (GB)      | -             |            |
| Total                   | 19            |            |

L'évolution du score est : 1-0, 1-3, 3-3, 3-4, 4-5, 5-6, 5-7, 9-9, 10-8, 10-11, 11-11 (mi-temps), 12-11, 13-12, 16-12, 16-14, 17-15, 18-16, 20-16, 20-19.

### Match pour la3eplace
| 4 février 1978 16h30 | Allemagne de l'Est                                             | 19 – 15               | Danemark | Brøndby Hallen Affluence : 6 400 Arbitrage : ? |
| 4 février 1978 16h30 | Günter Dreibrodt 7 Wolfgang Böhme 7 (dont 4 p.) Klaus Gruner 3 | (9-7)                 | Michael Jørn Berg (en) 5 (dont 3 p.) Heine Sørensen 2, Thomas Pazyj 2 Morten Stig Christensen 2 (dont 2 p.) | Brøndby Hallen Affluence : 6 400 Arbitrage : ? |
| 4 février 1978 16h30 | ×?                                                             | NZZ danskhaandbold.dk | ×? | Brøndby Hallen Affluence : 6 400 Arbitrage : ? |

### Match pour la5eplace
| 4 février 1978 15h00 | Yougoslavie                                                                                       | 21 – 19 | Pologne                     | Brøndby Hallen Affluence : 7 000 Arbitrage : ? |
| 4 février 1978 15h00 | Radisav Pavićević (en) 7 Zdravko Rađenović (en) 6 Drago Jovović (en) 4 Radivoje Krivokapić (en) 4 | (8-10)  | Jerzy Klempel 7 (dont 4 p.) | Brøndby Hallen Affluence : 7 000 Arbitrage : ? |
| 4 février 1978 15h00 | ×?                                                                                                | NZZ     | ×?                          | Brøndby Hallen Affluence : 7 000 Arbitrage : ? |

### Match pour la7eplace
| 5 février 1978 14h00 | Roumanie | 25 – 17    | Suède             | Brøndby Hallen Arbitrage : ? |
| 5 février 1978 14h00 |          | (13-7)     | Basti Rasmussen 4 | Brøndby Hallen Arbitrage : ? |
| 5 février 1978 14h00 | ×?       | capmind.se | ×?                | Brøndby Hallen Arbitrage : ? |

Ce match était plus décisif qu'il n'y parait puisque la Roumanie est ainsi qualifiée pour les Jeux olympiques 1980 tandis que la Suède est reléguée dans le Championnat du monde B 1979.

## Classement final
| Rang                      | Équipe             | J | G | N | P | Bp  | Bc  | Diff | Commentaire                                         |
| ------------------------- | ------------------ | - | - | - | - | --- | --- | ---- | --------------------------------------------------- |
| Médaille d'or, monde      | Allemagne          | 6 | 4 | 2 | 0 | 105 | 86  | +19  | Qualifié pour les Jeux olympiques 1980 mais boycott |
| Médaille d'argent, monde  | Union soviétique   | 6 | 4 | 1 | 1 | 123 | 100 | +23  | Pays hôte des Jeux olympiques 1980                  |
| Médaille de bronze, monde | Allemagne de l'Est | 6 | 3 | 2 | 1 | 105 | 88  | +17  | Qualifiés pour les Jeux olympiques 1980             |
| 4e                        | Danemark           | 6 | 4 | 1 | 1 | 114 | 101 | +13  | Qualifiés pour les Jeux olympiques 1980             |
| 5e                        | Yougoslavie        | 6 | 4 | 1 | 1 | 108 | 96  | +8   | Qualifiés pour les Jeux olympiques 1980             |
| 6e                        | Pologne            | 6 | 3 | 0 | 3 | 134 | 124 | +10  | Qualifiés pour les Jeux olympiques 1980             |
| 7e                        | Roumanie           | 6 | 3 | 1 | 2 | 132 | 107 | +25  | Qualifiés pour les Jeux olympiques 1980             |
| 8e                        | Suède              | 6 | 2 | 0 | 4 | 121 | 125 | -4   | Relégués dans le Championnat du monde B 1979        |
| 9e                        | Hongrie            | 6 | 4 | 1 | 1 | 137 | 117 | +20  | Relégués dans le Championnat du monde B 1979        |
| 10e                       | Espagne            | 6 | 3 | 0 | 3 | 121 | 124 | -3   | Relégués dans le Championnat du monde B 1979        |
| 11e                       | Tchécoslovaquie    | 6 | 1 | 2 | 3 | 122 | 110 | +12  | Relégués dans le Championnat du monde B 1979        |
| 12e                       | Japon              | 6 | 1 | 1 | 4 | 130 | 151 | -21  | -                                                   |
| 13e                       | Islande            | 3 | 0 | 0 | 3 | 54  | 68  | -14  | Relégués dans le Championnat du monde B 1979        |
| 14e                       | Bulgarie           | 3 | 0 | 0 | 3 | 58  | 82  | -24  | Relégués dans le Championnat du monde B 1979        |
| 15e                       | Canada             | 3 | 0 | 0 | 3 | 31  | 73  | -42  | -                                                   |
| 16e                       | France             | 3 | 0 | 0 | 3 | 54  | 97  | -43  | Relégué dans le Championnat du monde B 1979         |

Les six premières équipes, en dehors de l'URSS automatiquement qualifiée en tant que pays hôte, sont qualifiées pour les Jeux olympiques 1980. Les autres équipes (donc à partir de la Suède, huitième), sont reléguées dans le Championnat du monde B disputé en 1979.

## Statistiques
Les meilleurs buteurs de la compétition sont, :
| Rang | Joueur                     | Nation               | Buts     | Taille |
| ---- | -------------------------- | -------------------- | -------- | ------ |
| 1    | Jerzy Klempel              | Pologne              | 47       | 194 cm |
| 1    | Péter Kovács               | Hongrie              | 47       | 197 cm |
| 3    | Ștefan Birtalan            | Roumanie             | 43       | 194 cm |
| 4    | Shimei Gamo                | Japon                | 36 ou 33 | 192 cm |
| 5    | Michael Jørn Berg (en)     | Danemark             | 35       | 186 cm |
| 6    | Wolfgang Böhme (de)        | Allemagne de l'Est   | 34 ou 35 | 187 cm |
| 7    | Valeri Gassi (en)          | Union soviétique     | 29       | 189 cm |
| 8    | Radisav Pavićević (en)     | Yougoslavie          | 28       | 192 cm |
| 9    | Hiroshi Hanawa             | Japon                | 25       | 176 cm |
| 9    | Cecilio Alonso Suárez (es) | Espagne              | 25       | 194 cm |
| 11   | Yoji Sato (en)             | Japon                | 24       | 181 cm |
| 11   | Alfred Kałuziński          | Pologne              | 24       | 190 cm |
| 13   | José Novoa Behovide (es)   | Espagne              | 23       | 191 cm |
| 14   | Joachim Deckarm            | Allemagne de l'Ouest | 22       | 193 cm |
| 15   | Günter Dreibrodt (de)      | Allemagne de l'Est   | 20       | 196 cm |

## Effectif des équipes sur le podium

### Champion du monde:Allemagne de l'Ouest
L'effectif de l'Allemagne est :
- Manfred Hofmann (TV Großwallstadt)
- Rainer Niemeyer (GW Dankersen)
- Rudi Rauer (TuS Wellinghofen)
- Richard Boczkowski (TV Hüttenberg)
- Heiner Brand (VfL Gummersbach)
- Joachim Deckarm (VfL Gummersbach)
- Arno Ehret (TuS Hofweier)
- Claus Fey (VfL Gummersbach)
- Manfred Freisler (TV Großwallstadt)
- Claus Hormel (SG Dietzenbach)
- Kurt Klühspies (TV Großwallstadt)
- Arnulf Meffle (TuS Hofweier)
- Gerd Rosendahl (OSC Rheinhausen)
- Horst Spengler  (TV Hüttenberg)
- Dieter Waltke (GW Dankersen)
- Erhard Wunderlich (VfL Gummersbach)

Entraîneur :  Vlado Stenzel, Rudolf Spengler

### Vice-champion du monde:Union soviétique
- Mikhaïl Ichtchenko
- Alexandre Anpilogov
- Evgueni Tchernichov
- Anatoli Fedioukine
- Valeri Gassi
- Vassili Iline
- Iouri Kidyaev
- Iouri Klimov
- Vladimir Kravtsov
- Sergueï Kouchniriouk
- Vladimir Maksimov
- Oleksandr Rezanov
- Mykola Tomine
- Alexeï Zhouk
- Vladimir Belov

Entraîneur : Anatoli Evtouchenko

### Troisième place:Allemagne de l'Est
- Siegfried Voigt
- Wieland Schmidt
- Günter Dreibrodt
- Klaus Gruner
- Rainer Schütte
- Helmut Wilk
- Wolfgang Böhme
- Ernst Gerlach
- Hans Engel
- Rainer Höft
- Hartmut Krüger
- Frank-Michael Wahl
- Jürgen Hildebrandt
- Ingolf Wiegert
- Walter Smuch
- Dietmar Schmidt

Entraîneur : Paul Tiedemann